# Льотчик (фільм)
«Льотчик» (англ. «Jet Pilot») — американський художній фільм 1957 року режисера Джозефа фон Штернберга. Продюсери: Жюль Фертмен та Говард Г'юз. В СРСР позиціювався як «антирадянський».
Фільм був завершений в 1953 і вважався невдалим, але згодом вийшов на екрани в час загострення відносин між СРСР і США.

## Сюжет
Полковник ВПС США Джим Шеннон спрямований на авіабазу на Алясці, де він має супроводжувати радянську льотчицю Анну, яка хоче втекти з СРСР і просити політичного притулку в США. Насправді Анна — шпигунка і намагається заманити Джима до СРСР. Анна закохується у Джима і обирає любов, свободу і демократію в противагу радянській диктатурі.

## У ролях
- Джон Вейн - Джим Шеннон
- Джанет Лі -  Анна
- Джей Фліппен
- Пол Фікс
- Річард Роберт